# Pippa Matthews

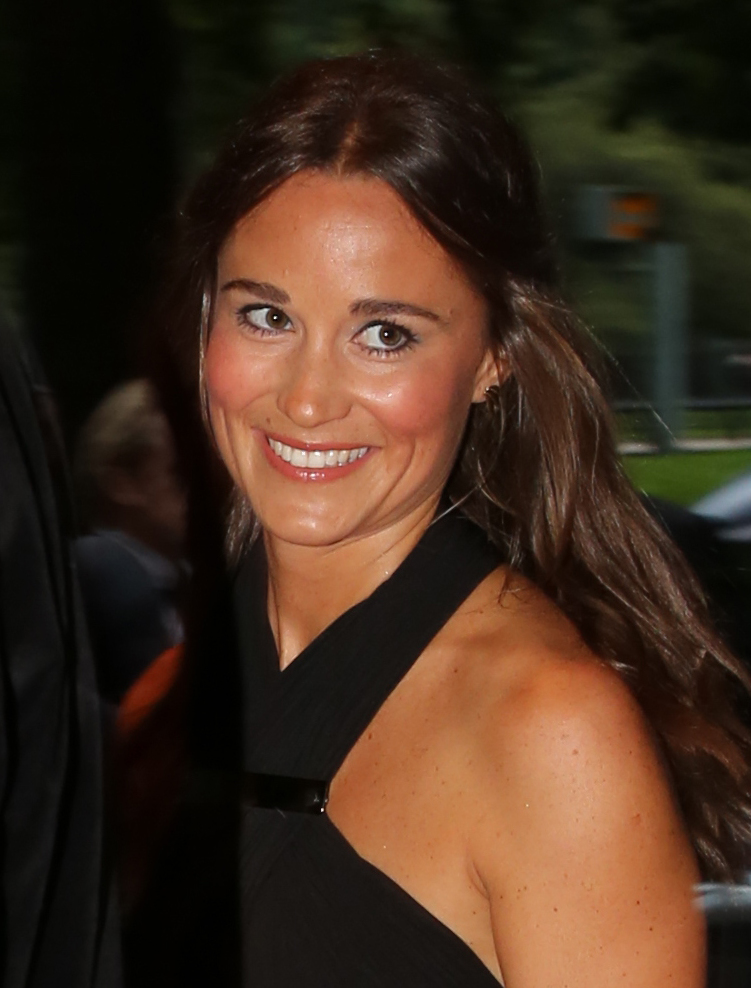
Pippa Middleton (2013)

Philippa Charlotte „Pippa“ Matthews (* 6. September 1983 in Reading, England, als Philippa Charlotte Middleton) ist eine englische Prominente. Sie ist die Schwester von Catherine, Princess of Wales.

## Kindheit und Schulbildung
Sie wurde 1983 im Royal Berkshire Hospital in Reading als zweitälteste Tochter des ehemaligen Flugbegleiters und Flugdienstberaters Michael Francis Middleton (* 1949) und der ehemaligen Flugbegleiterin Carole Goldsmith (* 1955) geboren. Die Vorfahren ihrer Mutter waren Bergleute, die ihres Vaters Rechtsanwälte und Stadträte in Leeds. Sie wuchs mit ihrer älteren Schwester Catherine und ihrem jüngeren Bruder James William (* 1987) im Oak Acre House in Bucklebury auf.
Getauft wurde sie in der Kirche St Andrew’s Bradfield in Berkshire. Im Mai 1984 zog die Familie nach Amman in Jordanien, weil ihr Vater dort für British Airways arbeitete. Im September 1986 kehrte die Familie zurück nach Berkshire. Seit 1987 betrieben ihre Eltern einen Versandhandel für Kinderpartyzubehör („Party Pieces“), den sie im Frühjahr 2023 wegen Überschuldung und Missmanagement aufgaben.
Zunächst besuchte sie die St Andrews's School, eine Privatschule in Pangbourne, anschließend die Downe House School in Cold Ash. 2008 machte sie an der University of Edinburgh ihren Abschluss in englischer Literatur. Sie teilte sich in ihrer Universitätszeit ein Haus mit Lord Edward Innes-Ker, einem Sohn des Duke of Roxburghe, und mit Earl Percy, einem Anwärter auf den Titel des Duke of Northumberland.

## Karriere
Nach ihrem Abschluss arbeitete Middleton 2008 kurzzeitig bei einer PR-Firma, die Luxusprodukte bewarb. Anschließend hatte sie einen Job im Eventmanagement bei Table Talk, einem Unternehmen mit Sitz in London, das Firmenveranstaltungen und Partys organisiert. Middleton arbeitete in Teilzeit für die elterliche Firma Party Pieces und gab dort das Webmagazin Party Times heraus. Penguin Books zahlte Middleton einen Vorschuss von 400.000 Pfund für ein Buch über Partyplanung. Das Buch mit dem Titel Celebrate wurde im Herbst 2012 veröffentlicht und verkaufte sich schlechter als erwartet, weil es viele Rezensenten wegen der Banalität seines Inhalts verspotteten. Im März 2013 trennte sich Middleton von ihrem Literaturagenten.
Middleton war auch eine regelmäßige Kolumnistin für mehrere Publikationen. Sie schrieb seit Dezember 2012 Artikel für das Spectator-Magazin und begann im Frühjahr 2013 eine Lebensmittelkolumne im Supermarktmagazin Waitrose Kitchen zu schreiben.
Im Mai 2013 übernahm sie als alleinige Gesellschafterin und Geschäftsführerin die Firma PXM Enterprises Limited in London, deren genaues Betätigungsfeld unklar blieb. Kurz nach ihrer Heirat gab Matthews das Unternehmen Mitte 2017 auf.

## Soziales Engagement
Im April 2013 wurde Middleton Botschafterin an der Mary Hare School für gehörlose Kinder in Berkshire, im Juni 2014 Botschafterin bei der British Heart Foundation (BHF). In diesem Monat nahm sie am Race Across America teil, einem 3.000-Meilen-Radrennen durch die Vereinigten Staaten, gefolgt vom Bosporus Cross-Continental Swimming Race, einem 6,5 km langen Schwimmwettbewerb in Istanbul, als zwei Fundraising-Möglichkeiten für den BHF. Ihr Fahrrad wurde bei eBay für den BHF versteigert. Anschließend besuchte sie am 10. Februar 2015 den Roll out the Red Ball des BHF im Park Lane Hotel. Sie versteigerte eines ihrer L.K.Bennett-Kleider auf dem Ball.
Im Juni 2015 arbeitete sie mit der britischen Marke Tabitha Webb zusammen, um ein geblümtes rosa Kleid und einen leichten Schal zu entwerfen, wobei der Erlös aus dem Verkauf der an den BHF gespendeten Artikel stammt.  Sie nahm am 21. Juni 2015 an der Radtour von London nach Brighton für den BHF teil. Im September 2015 nahm Middleton zusammen mit ihrem Bruder und ihrem späteren Ehemann James Matthews an einem Langstrecken-Schwimmwettbewerb über 75 km in Schweden teil, um Geld für die Michael Matthews Foundation zu sammeln. Die  Wohltätigkeitsorganisation war zur Erinnerung an Matthews’ Bruder gegründet worden, der 1999 beim Abstieg vom Gipfel des Mount Everest mit 22 Jahren tödlich verunglückt war. Im September 2016 veröffentlichte Middleton ihr zweites Buch, Heartfelt, dessen Erlös an die British Heart Foundation geht.

## Privatleben
Philippa Middleton war Trauzeugin bei der Hochzeit ihrer Schwester Catherine mit Prinz William im Jahr 2011. Bei der Hochzeit wurde ihr Kleid, das von Sarah Burton von Alexander McQueen entworfen wurde, die auch das Kleid der Braut kreierte, in den Medien hoch gelobt. Kopien des Kleides waren bald in der High Street erhältlich, wo es eine große Nachfrage nach ihnen gab.
Bis 2011 war sie mit dem Finanzmanager Thomas Kingston liiert.
Im September 2016 wurde Pippa Middletons iPhone gehackt. Die Sun berichtete, dass sie von einem Hacker angesprochen worden war, der behauptete, 3.000 Bilder von ihrem iCloud-Konto zu haben und £ 50.000 für sie verlangte. Der Hacker wurde im selben Monat verhaftet.
Im Juli 2016 verlobte sie sich im Lake District mit James Matthews (* 1975), einem Hedgefonds-Manager, der ein ehemaliger professioneller Rennfahrer ist. Das Paar heiratete am 20. Mai 2017 in der St. Mark’s Church auf dem Englefield Estate, Berkshire, und feierte im Wintergarten des Bucklebury Manor, dem luxuriösen Palais der Familie Middleton, das ihre Eltern sich 2012 gekauft hatten. James Matthews’ Vater ist der Besitzer von Glen Affric, einem 10.000 Hektar großen Anwesen in Schottland, daher kann Pippa Matthews seit ihrer Hochzeit den Höflichkeitstitel Mrs Matthews of Glen Affric verwenden. Ihr Sohn Arthur Michael William wurde 2018 im St Mary’s Hospital in London geboren, ihre erste Tochter Grace Elizabeth Jane im März 2021, ihre zweite Tochter Rose im Juni 2022.

## Vorfahren und Wappen

Wappen von Philippa Middleton (bis 2017)

Über ihre Urgroßmutter Olive Lupton stammt Pippa Matthews von Sir Thomas Fairfax (Gilling; ca. 1475–1520) und dessen Ehefrau Agnes Gascoigne ab. Agnes Gascoigne war die Enkeltochter von Sir William Gascoigne (ca. 1350–1419), Lord Chief Justice of England and Wales, und stammt von König Edward III. (1312–1377) und dessen Frau Königin Philippa von Hennegau ab.
Pippa Matthews ist zudem eine Nachfahrin von Catherine Carey (Lady Catherine Knollys; 1526–1568), einer Cousine der Königin Elisabeth I. (1533–1603), deren gemeinsame Großmutter Elizabeth Boleyn, Countess of Wiltshire, Tochter des Duke of Norfolk, war.
Matthews’ Vater Michael Middleton erhielt am 19. April 2011 per Urkunde vom College of Arms ein Familienwappen. Das Wappen zeigt im blau-rot gespaltenen Schild einen goldenen Sparren, oben und unten von je einem silbernen Fadensparren begleitet, der obere oben begleitet von zwei aufrechten goldenen Eicheln, der untere unten von einer Eichel an goldenem Stiel, daran jeweils schräg aufwärts gerichtet zwei goldene Eichenblätter. Die Variante mit der blauen Schleife konnte zuletzt nur noch von Pippa Middleton bis zu ihrer Hochzeit geführt werden, da die Schleife eine unverheiratete Frau anzeigt.